# 조찬우
조찬우(1979년 8월 14일 ~ )는 대한민국의 희극인이다.